# Attaque de la prison de Kidapawan
L'attaque de la prison de Kidapawan s'est produit le 4 janvier 2017 vers une heure du matin, lorsqu'une centaine d'hommes armés non identifiés ont attaqué la prison provincial de Kidapawan dans le nord de Cotabato aux Philippines. Cela a permis la libération d'au moins 158 détenus. Six policiers et un homme politique ont également été tués dans l'assaut.